# Eurex

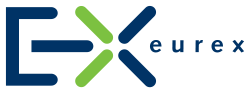
Logo de Eurex

 (juillet 2017).
Si vous disposez d'ouvrages ou d'articles de référence ou si vous connaissez des sites web de qualité traitant du thème abordé ici, merci de compléter l'article en donnant les références utiles à sa vérifiabilité et en les liant à la section « Notes et références ».
L'Eurex, pour European Exchange, est le deuxième plus grand marché à terme du monde par le nombre de contrats traités (près de 1,3 milliard de contrats en rythme annuel à la mi-2005) juste derrière le numéro un mondial le CME Group.

## Description
Marché essentiellement électronique, il est né en 1998 de la fusion de DTB (Deutsche Terminbörse) et de SOFFEX (Swiss Options and Financial Futures Exchange) dans le but de concurrencer le LIFFE.

## Produits phares
Ses produits phares sont les futures sur emprunts d'État allemands, qui constituent le marché directeur des taux d'intérêt à moyen et long terme de la zone euro :
- le contrat sur emprunts à 10 ans, dit contrat Bund, dont il se négocie actuellement (juin 2005) en moyenne 1,5 million de contrats par jour, soit 150 milliards d'euros de nominal;
- le contrat sur emprunts d'État à 5 ans, dit contrat Bobl, dont il se négocie actuellement (juin 2005) en moyenne 870.000 contrats par jour, soit 87 milliards d'euros de nominal;
- et enfin le contrat sur emprunts d'État à 2 ans, dit contrat Schatz, dont il se négocie actuellement (juin 2005) en moyenne 800.000 contrats par jour, soit 80 milliards d'euros de nominal.

Eurex cote également de nombreux produits dérivés sur actions, dont des options et un contrat assez actif sur l'indice DJ Euro STOXX 50.
En avril 2023, Eurex devient la première bourse en Europe à proposer des contrats à terme sur indices Bitcoin.

## Direction et données
- PDG : Micheal Peters (depuis 2020)[3]

En 2022, le cabinet compte près de 7000 traders enregistrés dans 33 pays.